# Miguel Pedro Mundo
Dom Miguel Pedro Mundo (Nova Iorque, 25 de julho de 1937 — Jataí, 18 de maio de 1999) foi um bispo católico brasileiro.
Ordenado presbítero em 19 de maio 1962, foi vigário cooperador da Paróquia de Santa Rosa em Haddon Heights – Nova Iorque. Veio para o Brasil em 1963, foi ordenado bispo em 2 de junho de 1978; foi pároco da Paróquia Santa Helena, Goiás de 1972 a 1999; pároco da Paróquia São Vicente de Paulo (Rio Verde, Goiás) de 1994 a 1999; bispo auxiliar da Diocese de Jataí (1978-1999), bispo de Jataí (1 de maio a 18 de maio de 1999). Faleceu em 18 de maio de 1999, devido a um infarto causado devido ao assalto ocorrido na cúria diocesana de Jataí.